# Tabanus
Tabanus és un gènere de dípters braquícers de la família Tabanidae, coneguts popularment com a tàvecs. Es coneixen centenars d'espècies. Les femelles tenen peces bucals semblants a tisores que utilitzen per a tallar la pell i llepar la sang. Són vectors potencials del carboncle, cucs i tripanosomes. Algunes de les seves espècies, com Tabanus bovinus, prefereixen els bovins.

## Algunes espècies
| - T. aar Philip, 1941 - T. abactor Philip, 1936 - T. abditus Philip, 1941 - T. abdominalis Fabricius, 1805 - T. acer Brethes, 1910 - T. acutus (Bigot, 1892) - T. aegrotus Osten Sacken, 1877 - T. albifrons Szilady, 1914 - T. americanus - T. aranti Hays, 1961 - T. armenicus Szilady, 1926 - T. atratus Fabricius, 1775 - T. autumnalis Linnaeus, 1761 - T. barbarus Coquebert, 1804 - T. bifarius Loew, 1858 - T. bigoti Bellardi, 1859 - T. birdiei Whitney, 1914 - T. bishoppi Stone, 1933 - T. bivari Travassos Santos Dias, 1985 - T. boharti Philip, 1950 - T. bovinus Linnaeus, 1758 - T. brancoi Travassos Santos Dias, 1989 - T. brassofortei Dias, 1980 - T. briani Rohdendorf, 1937 - T. bromius Linnaeus, 1758 - T. brunneocalosus - T. burgeri - T. caenosus Buger, 1974 - T. calens Linnaeus, 1758 - T. castellanus - T. catenatus Walker, 1848 - T. caucasicus - T. cayensis Fairchild, 1935 - T. cazieri Philip, 1954 - T. cheliopterus Róndani, 1850 - T. chrysurus Johnston & Tiegs, 1921 - T. cingulatus - T. claripennis Bigot, 1892 - T. clenchi Bequaert, 1940 - T. coarctatus Stone, 1935 - T. colchidicus Bezzi, 1923 - T. colombensis Macquart, 1846 - T. commixtus Walker, 1860 - T. conterminus - T. copemani Austen, 1912 - T. cordiger Meigen, 1820 - T. craverii Bellardi, 1859 - T. cruzesilvai Dias, 1980 - T. cuculus Szilady, 1923 - T. cymatophorus Osten Sacken, 1876 - T. daedalus - T. darimonti Salem, 1946 - T. darlingtoni Bequaert, 1940 - T. decipiens - T. defilippii Bellardi, 1859 - T. derivatus - T. dietrichi Pechuman, 1956 - T. divulsus - T. dorsifer Walker, 1860 - T. dorsonotatus Macquart, 1847 - T. eadsi Philip, 1962 - T. eggeri Lopes, 1938 - T. endymion Osten Sacken, 1878 | - T. equalis Hine, 1923 - T. erythraeus - T. eurycerus Philip, 1937 - T. exclusus Blanchard, 1939 - T. exilipalpis Stone, 1938 - T. fairchildi Stone, 1938 - T. ferrugineus Blanchard, 1939 - T. flocculus Bequaert, 1940 - T. fraseri Lahille, 1907 - T. fratellus Williston, 1887 - T. fronto Osten Sacken, 1876 - T. fulvicallus Philip, 1931 - T. fulvilineis Philip, 1957 - T. fulvimedioides Hall, 1938 - T. fulvulus Wiedemann, 1828 - T. fumipennis Wiedemann, 1828 - T. furunculus Williston, 1901 - T. fuscicostatus Hine, 1906 - T. fuscofasciatus Macquart, 1838 - T. fusconervosus Macquart, 1838 - T. fuscopunctatus Macquart, 1850 - T. fuscus Wiedemann, 1819 - T. gilanus Townsend, 1897 - T. gladiator Stone, 1935 - T. glaucomaculis Philip, 1978 - T. glauconotatus Philip, 1954 - T. glaucopis Meigen, 1820 - T. gracilis Wiedemann, 1828 - T. guttatus Megerle, 1803 - T. guyanensis Macquart, 1846 - T. gymnorhynchus Fairchild, 1980 - T. haitiensis Kröber, 1931 - T. helenicus - T. holtzianus - T. howdeni - T. iber Peus, 1980 - T. ilharcoi Travassos Santos Dias, 1991 - T. imitans Walker, 1848 - T. importunus Wiedemann, 1828 - T. indrae Enderlein, 1934 - T. iyoensis Verves, 1991 - T. johnsoni Hine, 1907 - T. kesseli Philip, 1950 - T. kinoshitai Kono & Takahasi, 1939 - T. kisliuki Stone, 1940 - T. lacustris Stone, 1935 - T. laticeps - T. laticornis Hine, 1904 - T. lavandoni Robineau-Desvoidy, 1830 - T. leleani Robineau-Desvoidy, 1830 - T. leucomelas Walker, 1848 - T. limbatineuris Macquart, 1847 - T. lineola Fabricius, 1794 - T. loukashkini Robineau-Desvoidy, 1863 - T. luizae Travassos Santos Dias, 1979 - T. lunatus Robineau-Desvoidy, 1863 - T. maculicornis Zetterstedt, 1842 - T. marginalis Fabricius, 1805 - T. martinii Krober, 1928 - T. melanocerus Wiedemann, 1828 - T. miki Brauer, 1880 - T. molestus Say, 1823 | - T. monops Bequaert, 1940 - T. mularis Stone, 1935 - T. nebulosus Geer, 1776 - T. nemoralis Meigen, 1820 - T. nigrescens Palisot de Beauvois, 1809 - T. nigripes Wiedemann, 1821 - T. nigrovittatus Macquart, 1847 - T. nipponicus - T. novaescotiae Macquart, 1847 - T. obsolescens Pandellé, 1883 - T. occidentalis Linnaeus, 1758 - T. olympius Peus, 1980 - T. pallidescens Philip, 1936 - T. paradoxus Jaennicke, 1866 - T. petiolatus Hine, 1917 - T. portschinskii Olsufjev, 1937 - T. prometheus Szilady, 1923 - T. proximus Walker, 1848 - T. pseudolunatus Baranov, 1926 - T. pullulus Austen, 1912 - T. pumilus Macquart, 1838 - T. pungens Wiedemann, 1828 - T. quaesitus Stone, 1938 - T. quatuornotatus Meigen, 1820 - T. quinquevittatus Wiedemann, 1821 - T. rectus Senior-White, 1924 - T. regularis Senior-White, 1924 - T. rousselii Salem, 1946 - T. rubioi Travassos Santos Dias, 1987 - T. rufidens Lopes, 1967 - T. rupium - T. sabuletorum Loew, 1874 - T. sackeni Fairchild, 1934 - T. sapporoensis Shiraki, 1918 - T. shannonellus Krober, 1936 - T. similis - T. smirnovi Rohdendorf, 1963 - T. sorbillans - T. sparus Whitney, 1879 - T. spectabilis Ho, 1932 - T. spodopteroides Walker, 1856 - T. spodopterus Walker, 1864 - T. stygius Say, 1823 - T. subcaeruleus Peus, 1980 - T. subparadoxus Ho, 1932 - T. subsimilis Bellardi, 1859 - T. sudeticus Zeller, 1842 - T. sulcifrons Macquart, 1855 - T. superjumentarius Whitney, 1879 - T. taygetus Peus, 1980 - T. tendeiroi Dias, 1980 - T. tenuicornis Macquart, 1838 - T. tergestinus Enderlein, 1928 - T. tinctus Walker, 1850 - T. triangulum Wiedemann, 1828 - T. trigeminus - T. trimaculatus Palisot de Beauvois, 1806 - T. unifasciatus - T. unilineatus Loew, 1852 - T. varelai Dias, 1980 - T. wilkersoni Fairchild, 1983 - T. wokei Fairchild, 1983 - T. zythicolor Philip, 1936 |